# 天岳院
天岳院（てんがくいん、元禄12年9月14日（1699年10月6日） - 元文3年10月3日（1738年11月14日））は、松江藩主松平宣維の継室。同藩主松平宗衍の生母。伏見宮邦永親王の娘で、母は霊元天皇皇女綾宮（福子）。皇族としての名は光子女王（みつこじょうおう）、通称は岩宮。江戸幕府8代将軍徳川吉宗の御簾中真宮（理子）は叔母、9代将軍徳川家重の御簾中比宮（増子）は異母妹にあたる。

## 経歴
邦永親王には多くの子がいたが、正室の子としては初めての子であり、加えて霊元天皇の外孫にあたるため大切に育てられた。誕生から2か月後の元禄12年（1699年）11月3日に唐橋在廉の勧申によって岩宮と称された。その後、元禄13年（1700年）10月14日に髪置の儀、元禄16年（1703年）11月12日に深曽木の儀、宝永4年（1707年）3月23日に紐直の儀、正徳元年（1711年）11月14日に歯黒目始の儀が行われている。
伏見宮家では岩宮をしかるべき家へ嫁がせることを望んでいたが、良縁に恵まれず、享保6年（1721年）には23歳を迎えていた。そこで邦永親王の妹婿であった将軍徳川吉宗に、岩宮の婚礼の仲介を依頼した。同年に正室の順姫（佐竹義処の娘）を喪ったばかりの松平宣維との婚姻が図られることになり、順姫の四十九日が終わると、老中戸田忠真から松江藩に、京都所司代松平忠周から伏見宮家に、吉宗の意向が伝えられた。
それまで宮家はおろか公家からも正室を迎えたことがなかった松江松平家では、将軍に意向には逆らいがたいものの、伏見宮家への財政支援を求められることを恐れ、財政難を理由に婚儀の延期を図ろうとした（大大名の中には格式の保持のため公家との婚姻を求めるケースもあったが、18万石の松江藩クラスの規模ではメリットは乏しかった）。一方の伏見宮家は、それまで武家との縁組は徳川将軍家と紀州徳川家とのみで、越前松平家の庶流である松江松平家は御家門とはいえ明らかに格下の家格であったが、元は伏見宮家側から申し出た依頼であり、かつ岩宮が当時における婚姻の適齢期を逃していたこともあって、婚儀に積極的であった。
最終的に吉宗の意向で、幕府から伏見宮に3千両と婚姻道具が贈呈されたことで話は進展し、享保9年（1724年）10月22日、岩宮は京都を出立して、同年11月5日に宣維がいる江戸赤坂の松江藩上屋敷に入り、11日に婚礼を行った。
岩宮は享保14年（1729年）に嫡男となる幸千代（後の宗衍）を生むが、享保16年（1731年）8月27日に宣維が34歳で急死し、岩宮も剃髪して天岳院と称した。宗維の婚姻の後ろだてだった吉宗の意向で、10月13日に3歳の幸千代の松江藩相続がただちに決定されるが、後見できる人物がおらず、藩運営の今後が問題になった。吉宗は幸千代成人までの体制として、松江藩の支藩である母里藩の松平直員を名代に、越前松平家一門より福井藩の松平宗矩、明石藩の松平直常、白河藩の松平直常がその後ろに控えて、重要な決定は3名の同意を得るように命じた。さらに幕府からも、堀直好と土屋安直を国目付として松江城に派遣して家老以下を監督し、その下で藩政運営を行うことになった。11月19日には天岳院に江戸城登城を命じて、幸千代の養育を任せると共に、必要があればいつでも江戸城に登城して自分に相談するように命じた。
これは、吉宗が亡妻の姪であり嫡男家重の正室の姉でもある天岳院を支える意向を示すと共に、藩政については一族の藩主たちや国目付の許可を得ながら重臣たち（表向）が行い、幸千代の育成に関しては天岳院を中心とした奥向が行って、相互に一線を引くものであったと考えられている。享保17年（1732年）、享保の飢饉に際して江戸詰の重臣と在国の重臣が協議の上、「天岳院の仰せ」として領内の倹約を指示する命令を発するが、翌年正月に事情を知った天岳院が、表向と奥向の分離を命じた吉宗の意向を軽んじるものであるとして重臣たちを叱責している。
元文3年（1738年）、天岳院は病に倒れた。死を覚悟した彼女は、奥女中の手を借りて長文の遺言状を口述筆記させ、まだ10歳である幸千代の将来のことに対する様々な配慮を書き残している。間もなく、天岳院は39歳で病死した。